# Abutilon terminale
Abutilon terminale är en malvaväxtart som först beskrevs av Antonio José Cavanilles, och fick sitt nu gällande namn av A. St.-hil.. Abutilon terminale ingår i släktet klockmalvor, och familjen malvaväxter. Inga underarter finns listade i Catalogue of Life.